# Sunčeva jedrilica
Sunčeva jedrilica ili solarno jedro oblik je pogona svemirskih letjelica koji se služi tlakom elektromagnetskog zračenja Sunca ili lasera za potisak vrlo tanke zrcalne površine, do velikih brzina. Godine 2010. IKAROS je bila prva svemirska letjelica koja je koristila taj pogon.

## Osnove fizike
Postoje dva izvora Sunčevih sila. Prvi je tlak elektromagnetskog zračenja, a drugi Sunčev vjetar. Tlak elektromagnetskog zračenja stvara puno veći potisak. Godine 1924. ruski inženjer Friedrich Zander opisao je da Sunčevo svjetlo stvara vrlo malu količinu potiska koji bi se mogao iskoristiti za svemirske letjelice koje bi mogle letjeti bez goriva. Albert Einstein je tvrdio, što su pokusi i potvrdili, da fotoni stvaraju impuls sile p = E/c, tako da svaki foton koji neka površina upije i, moguće, ponovno emitira stvara tlak elektromagnetskog zračenja. U Zemljinoj orbiti taj tlak od Sunčeve svjetlosti iznosi oko 4,57·10-6 N/m2, a ako je zračenje odbijeno s površine on je dvostruko veći. Pojavu je opisao ruski fizičar Peter Lebedev (1900. godine) i neki drugi znanstvenici, koristeći Nicholsov radiometer.
Sunčev vjetar i geomagnetske oluje mogu inducirati električnu struju u dalekovodima i stvaraju rep kometa suprotno od Sunca te je njegov tlak na Zemljinu atmosferu oko of 3,4×10-9 N/m2, što je dosta manje od tlaka elektromagnetskog zračenja. Ipak, Sunčev vjetar prevladava kod nekih pojava.
Iako su oba tlaka vrlo mala, djelujući na veliku površinu sunčeve jedrilice nakon dužeg vremena mogli bi postići da brzina gibanja bude značajna. Promjena smjera mogla bi se izvesti na dva načina: promjenom nagiba solarnog jedra prema Suncu ili malim krilcima na krajevima jedra za blagu promjenu smjera, ili upotrebom gravitacijske sile planeta ili mjeseca za skretanje letjelice.

### Laserski pogon
Većina teoretskih studija smatra da bi se za pogon mogla koristiti i laserska zraka. To bi bilo povoljno, jer bi se laserska zraka mogla koristiti i za kočenje letjelice, s pogodno namještenim zrcalom.

### Ograničenje sunčeve jedrilice
Sunčeve jedrilice ne rade dobro u orbitama ispod 800 km od površine Zemlje zbog sile gravitacije. Iznad toga dobiva se malo ubrzanje i trebaju mjeseci da se dobije puna brzina. Sunčeve jedrilice trebaju biti jako velike, a korisni teret mali, pa to predstavlja veliki izazov za graditelje svemirskih letjelica.

## Različite konstrukcije
Sunčeve jedrilice trebaju imati što manju masu, ali se pokazalo da je glavni tehnički problem spoj s nosačima i metalnim užetom. 
Konstrukciju s najvećim odnosom pogonske sile i mase je razvio 2007. Eric Drexler. Koristi reflektivni panel od tankog aluminijskog filma (30 – 100 nm) i napregnutu konstrukciju. Ona bi trebala rotirati s laganim potiskom. Uzorci materijala su napravljeni u labaratoriju, ali teško savladava savijanja i pregibe.
Dosad najveći odnos pogonske sile i mase je napravljen za kvadratno sunčevo jedro, s jarbolima i konopcima na neozračenoj strani jedra. Obično su 4 jarbola na kutovima kvadrata, a nosač jarbola u sredini, zategnut s konopcima. Najveća prednost je što nema naboranih i vrećastih dijelova jedra, i jedro štiti nosače od Sunca. Zato ovaj tip može ići u blizini Sunca, gdje postoji najveći potisak na sunčevo jedro.
1970-tih NASA laboratorij je razvio konstrukciju s rotirajućim krilima za susret s Halleyjevim kometom. Težnja je da se konstrukcija učvrsti s kutnim impulsom, bez potrebe za dijagonalama, što smanjuje masu. Nedostatak je što se stvaraju velika vlačna naprezanja i preslabi nosači dovode do vibracija, koje mogu dovesti do pucanja strukture. Kasnije je nastala varijanta sunčevog helikoptera, s plastičnim krilcima. Iako konstrukcija nema bolji odnos pogonske sile i mase od kvadratne konstrukcije, prednost je lakša ugradnja. 
NASA je istraživala i konstrukciju s rotirajućim diskom. Ta konstrukcija ima otvore oko 5 % od ukupne površine. 
Meteorološki institut iz Finske je razvio električnu sunčevu vjetrenjaču, koja se potpuno razlikuje po konstrukciji od dosadašnjih oblika. Ona ima 50 – 100 dugačkih električnih konopa, dugačkih oko 20 km, koji su smješteni radijalno od centra. Slična ideja je magnetska sunčeva jedrilica, koja koristi Sunčev vjetar

## Ispitivanje sunčevih jedrilica u svemiru
Sve do 2010. nijedno sunčevo jedro nije upotrebljeno za pogon svemirskih letjelica. Japanska svemirska agencija JAXA lansira letjelicu IKAROS, koja je upotrijebila 200 m2 poliimidno pokusno jedro 10. lipnja 2010. i letjela je 6 mjeseci do Venere, da bi nastavila prema Suncu.

### Korištenje tlaka elektromagnetskog zračenja za kontrolu položaja
Svemirska letjelica Mariner 10, koja je letjela pokraj Merkura i Venere, koristili su tlak elektromagnetskog zračenja za kontrolu položaja, da bi sačuvali gorivo. 

### Testiranje ugradnje sunčevog jedra
1993. letjelica Znamya 2 je testirala uspješno ugradnju sunčevog jedra, na svemirskoj stanici Mir, ali nije je koristila za pogon. 
1999. Europska svemirska agencija uspješno je testirala ugradnju sunčevog jedra u Kӧlnu.
2004. japanska svemirska agencija ISAS testirala je ugradnju dva probna sunčeva jedra na visini od 122 km, ali ih nije koristila za pogon. Debljina materijala bila je 7,5 μm. 
2010. NASA je lansirala malu letjelicu NanoSail-D2 i uspješno je instalirala sunčevo jedro od 10 m2 koje je iskoristila za pogon na kraće vrijeme.